# Nationaal Museum van de Filipijnen
Het Nationaal Museum van de Filipijnen (Tagalog: Pambansang Museo ng Pilipinas; Engels: National Museum of the Philippines) is een museum in de Filipijnen waar het natuurlijk en cultureel erfgoed van de Filipijnen wordt bewaard en bewaakt. 
Het museum werd kort na het begin van overname van de Filipijnen door de Verenigde Staten in 1901 opgericht als een etnografisch- en natuurmuseum. Sinds 1918 is het museum gevestigd in zijn huidige gebouw dat werd ontworpen door de Amerikaanse architect Daniel Burnham. Nadien heeft de instelling haar focus en activiteiten fors uitgebreid. Naast het hoofdgebouw waar de kunst- en natuuronderdelen gevestigd zijn, maakt het museum tegenwoordig ook gebruik van het voormalige Finance building in Rizal Park. Dit deel wordt het National Museum of the Filipino People genoemd en hier zijn de antropologie- en archeologiedivisies gevestigd.
In het museum is onder andere het schilderij Spoliarium van Juan Luna te zien.